# Oligoneuria itayana
Oligoneuria itayana is een haft uit de familie Oligoneuriidae. De wetenschappelijke naam van de soort is voor het eerst geldig gepubliceerd in 2007 door Kluge.
De soort komt voor in het Neotropisch gebied.